# Irma von Drygalski
Irma von Drygalski (* 3. Dezember 1892 in Charlottenburg; † 4. März 1953 in Heidelberg-Handschuhsheim) war eine deutsche Heimatdichterin. Bevorzugt verarbeitete sie heimatkundliche und historische Stoffe.

## Leben

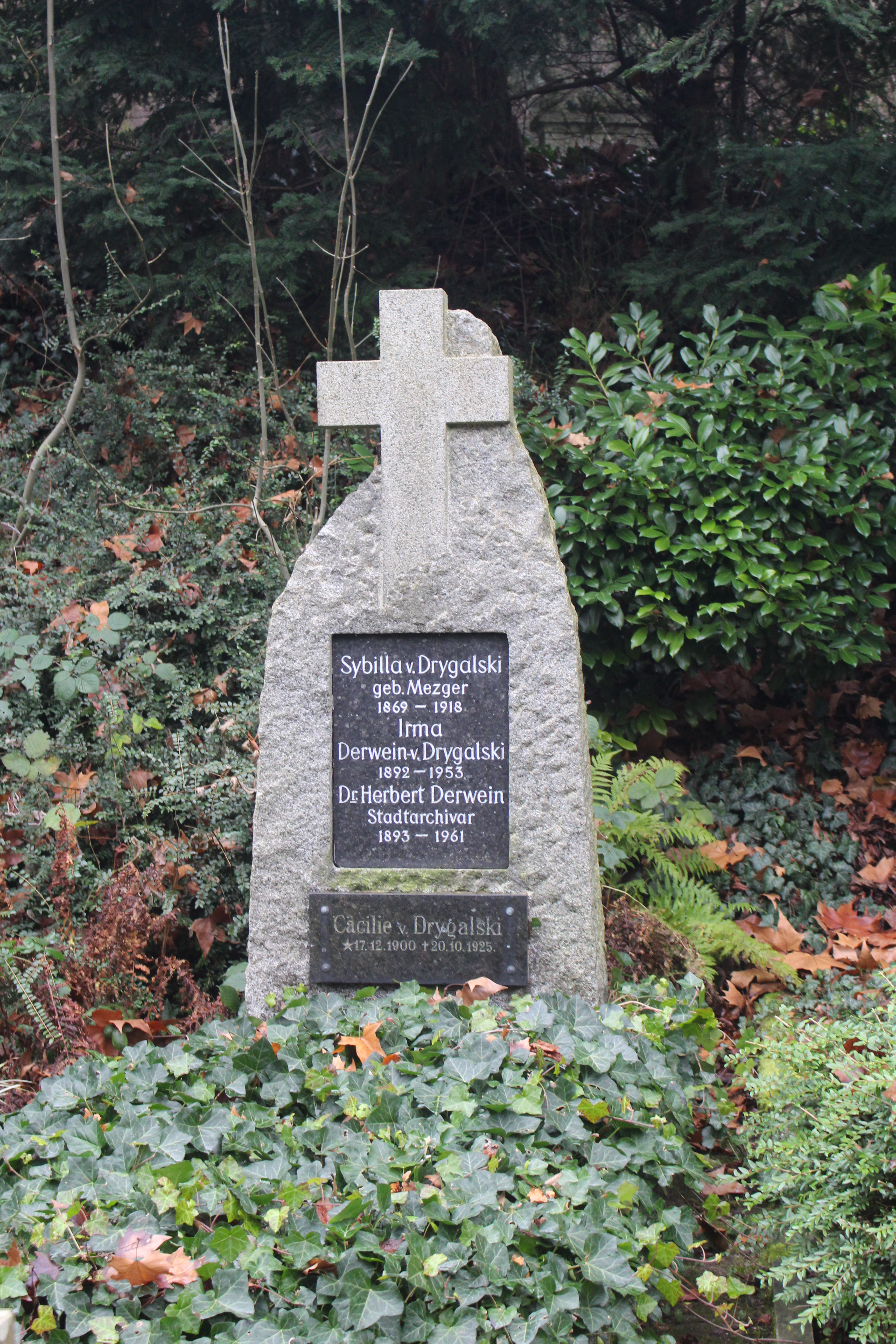
Grabstätte von Herbert Derwein und Irma von Drygalski, Bergfriedhof Heidelberg

Irma, Johanna, Lydia von Drygalski war eine Tochter des königlichen Premierleutnants Franz Heinrich von Drygalski (1866–1914) und von Helena Sybilla, geb. Mezger (1869–1918), eine Tochter von Johann Mezger. Ihr Onkel war Erich von Drygalski.
Irma von Drygalski verbrachte die Hälfte ihres Lebens in Heidelberg. Als gelernte Schauspielerin war sie musikalisch und sprachbegabt. Diese Tätigkeit wurde 1916 unterbrochen, als sie im Ersten Weltkrieg bis 1918 als Krankenschwester des Roten Kreuzes in Lazaretten sowohl im besetzten Rumänien als auch in Galizien arbeitete. 1919 zog sie der Ehe wegen nach Heidelberg. Hier begann sie ihr schriftstellerisches Werk. Bevorzugt verarbeitete sie vor allem heimatkundliche und historische Stoffe. Daneben war sie freie Mitarbeiterin bei der Heidelberger Rhein-Neckar-Zeitung. Drygalski war mit dem bekannten Heidelberger Stadtarchivar und Volkskundler Herbert Derwein verheiratet. Das Ehepaar ist auf dem Heidelberger Bergfriedhof begraben.
Drygalski schrieb Romane, Novellen, Erzählungen, Theaterstücke, aber auch Texte für Handpuppenspiele. Thema ihrer Heimatstücke sind die Menschen der Kurpfalz, die sie in ihrer urwüchsiger Lebensart beschreibt. Neben dem Bauernpropheten Johann Adam Müller (1928) wurde ihre Novelle „Im Schatten des heiligen Berges“ (1927) weithin bekannt. Ihr Theaterstück „Luther in Heidelberg“, das sie zur Reformationsfeier 1933 schrieb, wurde in der Heidelberger Stadthalle mehrfach aufgeführt. 1935 erhielt Irma von Drygalski den Dietrich-Eckart-Preis, den der Leipziger Reclam-Verlag ausgeschrieben hatte. 1937 erschien der Roman „Rineck. Traum und Fluch der Landfahrer“, der als „große literarische Leistung“ (Ernst Weis) gewürdigt wurde.

## Werke (Auswahl)
- Flipp Woller (Erzählung, 1927)
- Im Schatten des heiligen Bergs. Sechs Novellen um Heidelberg (1927)
- Der Bauernprophet (Roman, 1928)
- Juliane von Krüdener (Roman, 1928)
- Das Wort vom Kreuz: Luther in Heidelberg (Theaterstück, 1933)
- Rineck. Traum und Fluch der Landfahrer (Roman, 1937)